# Playlist
La playlist (letteralmente "elenco di riproduzione", in inglese) è una lista di canzoni, immagini o video, utilizzata su personal computer e lettore multimediale portatili per la gestione più rapida dei brani in esecuzione e la loro sequenza. Il termine viene anche usato nel gergo radiofonico. Infatti la playlist ha modificato l'approccio dei DJ radiofonici, che prima utilizzavano i propri vinili e non i brani già inseriti in playlist dai direttori artistici delle radio stesse.

## Loop e autoplay
Le playlist offrono la possibilità di ripetere un file musicali per un numero infinito di volte. Questa funzionalità è chiamata loop.
Sulle pagine di YouTube, essa può essere selezionata nel file che si sta ascoltando, ma non viene salvata nella playlist. Per salvare un brano nella playlist con il loop, è sufficiente aggiungere all'URL del sito la stringa seguente: &autoplay=1&loop=1. L'istruzione attiva l'autoplay e il loop per il solo file del quale si è modificato l'indirizzo. Salvando il video nella playlist, esso sarà riavviato automaticamente.

## Tipi di playlist
Vi sono molti formati utilizzati, i più comuni sono:
- .m3u, semplice lista testuale.
- .pls, lista sotto forma di testo simile ai file .ini.
- .asx, in formato XML può contenere molte informazioni riguardo ai brani della playlist.
- .wpl, in formato XML è utilizzata da Windows Media Player di Microsoft dalla versione 9.